# Holmen, Sigtuna kommun
Holmen är en småort i Sankt Pers socken i Sigtuna kommun i Stockholms län, belägen längst västerut i kommunen.